# Thomas Borenitsch
Thomas Borenitsch (Eisenstadt, 19 dicembre 1980) è un ex calciatore austriaco, portiere.

## Carriera

### Club
Debutta l'11 maggio 2001 e in Fußball-Bundesliga il 20 maggio 2004.

## Palmarès

### Club
ÖFB-Cup: 1 
Sportverein Mattersburg:2006